# Награды России
Награ́ды Росси́и — государственные и иные награды Российской империи.
В настоящее время наградная система Российской Федерации включает в себя национальную символику и давние традиции, связанные с многовековой историей страны.

## Награды Российской империи
К началу XX века сформировалась разветвлённая, одна из наиболее чётко организованных, продуманная до мельчайших деталей наградная система, ориентированная на привилегированные сословия — на дворянство, духовенство, чиновничество и отчасти на купечество. В законоположении о наградах Российской империи «Учреждение орденов и других знаков отличий» отмечалось специально: «мещанам и лицам сельского состояния ордена не испрашиваются». В её состав входили восемь орденов, имеющих степени, знаки отличия орденов Святой Анны и Святого Георгия, несколько десятков медалей, наградное оружие и другие знаки отличия. Использовались коллективные награждения знамёнами, штандартами, трубами и особыми знаками отличия.

### Ордена Российской империи
Наградная система Российской империи включала в себя следующие ордена:
- орден Святого Апостола Андрея Первозванного (1698, одна степень);
- орден Святой Великомученицы Екатерины, или Освобождения (1714, две степени);
- орден Святого Александра Невского (1725, одна степень);
- орден Белого Орла (в российской наградной системе с 1831, одна степень);
- военный орден Святого Великомученика и Победоносца Георгия (1769, четыре степени);
- орден Святого Равноапостольного князя Владимира (1782, четыре степени);
- орден Святой Анны (в российской наградной системе с 1797, четыре степени);
- орден Святого Станислава (в российской наградной системе с 1831, три степени).

С 1797 по 1817 год, благодаря Павлу I, в России «признавался» так называемый Мальтийский орден Св. Иоанна Иерусалимского.
Согласно закону Российской империи «Об учреждении орденов и других знаков отличия» орденами могли быть награждены:

…все духовные, военные, гражданские и придворные чины; чужестранных государей и владетельных князей фамилии; служащие дворяне, имеющие и не имеющие чинов, равно и не служащие бесчиновные, если они окажут отличные заслуги; частные лица из иностранных, когда, оказав на деле усердие и доброхотство к Государству Российскому, тем самым обратят на себя внимание и признательность главы онаго; купцы и лица других званий, когда особыми заслугами соделаются достойными сей награды… Мещанам и лицам сельского достояния ордена не испрашиваются.

Получение ордена Российской империи любой степени до 1826 года давало кавалеру право потомственного дворянства. В 1845 и 1855 годах было установлено, что право потомственного дворянства даёт награждение только орденами первых степеней или орденами Святого Георгия и Святого Владимира любой степени, а награждение орденами других степеней — только личное дворянство.
Все награждённые вносили в государственное казначейство определённые (в зависимости от награды) суммы для выдачи пенсий некоторым нуждающимся кавалерам орденов. От денежных уплат освобождались только награждённые орденом Святого Георгия и Золотым оружием «За храбрость».

#### Порядок старшинства орденов в России до 1917 года
- Орден Святого апостола Андрея Первозванного;
- Орден Святой Екатерины;
- Орден Святого Владимира 1-й степени;
- Орден Святого Александра Невского;
- Орден Белого орла;
- Орден Святого Владимира 2-й степени;
- Орден Святой Анны 1-й степени;
- Орден Святого Станислава 1-й степени;
- Орден Святого Владимира 3-й степени;
- Орден Святого Владимира 4-й степени;
- Орден Святой Анны 2-й степени;
- Орден Святого Станислава 2-й степени;
- Орден Святой Анны 3-й степени;
- Орден Святого Станислава 3-й степени;
- Орден Святой Анны 4-й степени;

Старшинство ордена Святого Георгия и Знака отличия Святой Равноапостольной Княгини Ольги не устанавливалось.

#### Девизы орденов
Каждый орден имел девиз, текст которого помещался на звезде высшей степени ордена.
- орден Святого Андрея Первозванного: «За веру и верность»;
- орден Святого Георгия: «За службу и храбрость»;
- орден Святой Екатерины: «За любовь и Отечество»;
- орден Святого Владимира: «Польза, честь и слава»;
- орден Святого Александра Невского: «За труды и Отечество»;
- орден Белого Орла: «Pro Fide, Rege et Lege» («За веру, царя и закон»);
- орден Святой Анны: «Amantibus justitiam, pietatem, fidem» («Любящим правду, благочестие и верность»);
- орден Святого Станислава: «Praemiamdo incitat» («Награждая, поощряет»)[2].

#### Порядок ношения орденов
Ордена первой степени носились на широкой ленте через правое плечо (знаки орденов Святого Александра Невского, Белого орла и Святой Анны — через левое плечо) со звездой на левой стороне груди (звезда ордена Святой Анны на правой стороне груди). Ордена второй степени носились на шее (знаки орденов Святого Георгия и Святого Владимира со звездой на левой стороне груди). Ордена Святого Георгия и Святого Владимира третьей степени носили на шее, а ордена Святой Анны и Святого Станислава третьей степени и Святого Георгия и Святого Владимира четвёртой степени — на груди. Орден Святой Анны четвёртой степени крепился на эфес холодного оружия. Ленты орденов Святого Георгия и Святого Владимира носились под мундиром, а не поверх мундира. В особо торжественных случаях, определённых «Правилами ношения орденов», орден Святого Андрея Первозванного носился не на ленте, а на золотой шейной орденской цепи.

### Медали Российской империи
Большинство русских наградных медалей были учреждены для награждения участников (как офицеров, так и нижних чинов) конкретных кампаний, походов и сражений.
Впервые в России участники боевых действий вместо ранее распространённых золотых монетовидных знаков стали награждаться медалями при Петре I. Медали, в зависимости от чина награждаемого, отличались размером и содержанием драгоценных металлов. Для офицеров — бо́льшего размера из золота на цепи, для нижних чинов — меньшего размера из позолоченного серебра.
Первое массовое награждение офицеров медалями было произведено за победу при Калише (1706). Солдаты, участники сражения, получили тогда ещё серебряные «алтыны» — в несколько раз увеличенные копейки неправильной формы.
Медали для всех участников сражений и кампаний в течение почти ста лет оставались исключительно русским обычаем, соответствующим национальному характеру русской армии, но чуждым для стран, содержавших наёмные армии. Только в самом конце XVIII века примеру России последовала Швеция, учредив медали для матросов.
Персональные шейные золотые и серебряные медали жаловались, как и ордена, от имени царя, например, по такому рескрипту:

Декабрь 17. Его Императорское Величество по всеподданнейшему представлению г. Министра Финансов, 5-й день Декабря, Всемилостливейше пожаловать изволили Тифлисскому Гражданину Эривандову золотую медаль с надписью «За усердие» для ношения на шее на Владимирской ленте, за труды, оказанные им при исполнении возложенного на него особого торгового поручения.

В конце XIX века для таких медалей устанавливался твёрдый порядок пожалования:

Награждение медалями испрашивается в следующей постепенности: наградные серебряные на Станиславской ленте, на Анненской ленте, на Владимирской ленте, на Александровской ленте; шейные золотые на Станиславской ленте, на Анненской ленте, на Владимирской ленте, на Александровской ленте и на Андреевской ленте.

Как и с кавалеров орденов, с награждённых медалями в конце XIX века брали взнос в пользу увечных воинов. Самый большой взнос — 150 рублей — нужно было внести награждённому медалью, украшенной бриллиантами. Взнос за обычные медали составлял несколько рублей. Не вносили единовременного взноса награждённые медалями на Георгиевских лентах и получавшие награды за беспорочную службу в полиции и в тюремной страже.

#### Порядок ношения
Первоначально наградные медали носились на ленте, которая продевалась в петлицу, позже на лентах на груди, левее орденов и наградных крестов, не по значимости, как ордена, а в порядке пожалования (кроме Георгиевских). Но медали бывали и шейными.
В XVIII — начале XIX веке медали носились только на орденских лентах — на голубой Андреевской, на красной Александровской, на оранжево-чёрной Георгиевской, на красно-чёрной Владимирской и на красной с золотистой каймой Анненской. Позже появились комбинированные ленты для медалей — составленные из двух орденских. На Георгиевско-Александровской ленте носилась медаль «За покорение Западного Кавказа», а медаль «В память русско-японской войны 1904—1905 гг.» — на Александровско-Георгиевской. Первой русской медалью на комбинированной ленте стала медаль «За взятие Парижа 19 марта 1814 года». Ей была присвоена Андреевско-Георгиевская лента.
Иногда одна и та же медаль могла иметь разные ленты. Так, серебряная медаль «В память отечественной войны 1812 года» участникам сражений давалась на Андреевской ленте; дворянам, внёсшим вклад в победу крупными пожертвованиями, — на Владимировской ленте, купцам за то же — на Анненской. Иногда лента была одна, а медали из разных металлов. Так, медаль «В память русско-турецкой войны 1877—1878 гг.» носилась на Андреевско-Георгиевской ленте, но непосредственные участники боевых действий награждались или серебряными, или светло-бронзовыми медалями, а не принимавшие участия в боевых действиях — тёмно-бронзовыми.

### Знаки отличия для нижних чинов
Впервые знаки отличия для нижних чинов были учреждены Павлом I. Сначала Знак отличия ордена Святой Анны, позже донат ордена Святого Иоанна Иерусалимского. Александр I прекратил награждение донатом, а Знаком отличия ордена Святой Анны (ошибочно — Анненская медаль) награждали, главным образом, за многолетнюю беспорочную службу. 13 февраля 1807 года был учреждён особенный знак отличия, причисленный к ордену Святого Георгия, — Знак отличия Военного ордена (позже — Георгиевский крест).

## Награды Белого движения

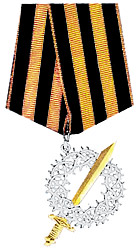
Знак отличия Военного ордена «За Великий Сибирский поход»

В период Гражданской войны в России в Белом движении были учреждены свои награды. Наиболее известными из них являются Орден Святителя Николая Чудотворца (1920), Знак 1-го Кубанского (Ледяного) похода (1918), а также Знак отличия Военного ордена «За Великий Сибирский поход» (1920). Существовали и другие ордена, медали и знаки отличия.

## Государственные награды СССР
Согласно Общему положению об орденах, медалях и почётных званиях СССР, утверждённому Указом Президиума Верховного Совета СССР от 3 июля 1979 года в систему государственных наград СССР входили:
1. Высшие степени отличия СССР
2. Ордена СССР
3. Медали СССР
4. Почётные звания СССР

## Награды Российской Федерации

### Государственные награды Российской Федерации
Отправной точкой в становлении наградной системы Российской Федерации был Указ Президиума Верховного Совета от 2 марта 1992 года, которым на переходный период (до принятия Закона РФ о государственных наградах) сохранялись советские ордена Суворова, Ушакова, Кутузова, Нахимова, Александра Невского. Предписывалось возможным использовать для награждения ордена «Дружбы народов», «За личное мужество», медалей «За отвагу», Ушакова, Нахимова, «За отличие в охране государственной границы», «За отличие в воинской службе», «За отличную службу по охране общественного порядка», «За отвагу на пожаре», «За спасение утопающих». Статуты, положения и описания этих советских наград приводились в соответствие с новой государственной символикой. Также было дано указание восстановить орден Святого Георгия и Георгиевский крест.
Продолжено становление новой наградной системы было учреждением по примеру звания «Герой Советского Союза» звания Героя Российской Федерации и учреждением знака особого отличия — медали «Золотая Звезда» (20 марта 1992); медали «Защитнику свободной России» (2 июля 1992) и юбилейной медали «50 лет Победы в Великой Отечественной войне 1941—1945 гг.» (1993).
2 марта 1994 года принятием Положения о государственных наградах Российской Федерации осуществилось создание целостной наградной системы. Были учреждены ордена «За заслуги перед Отечеством», Мужества, «За военные заслуги», Почёта, Дружбы, медаль ордена «За заслуги перед Отечеством», медали «За отвагу», «За спасение погибавших», Суворова, Ушакова, Нестерова, «За отличие в охране государственной границы», «За отличие в охране общественного порядка», знак отличия «За безупречную службу».
Учреждение большинства из этих наград стало возможно только после утверждения окончательного варианта герба Российской Федерации 30 ноября 1993 года. Бело-сине-красный флаг и герб РСФСР — золотой двуглавый орёл на красном поле, были определены ещё в марте 1991 года, но только в ноябре 1993 года художник Е. И. Ухналёв создал окончательный вариант герба Российской Федерации, который был опубликован в приложении к Указу президента.
Задержка с принятием герба вызвала разнобой в изображении двуглавого орла на наградах и в их описаниях. На ордене «За заслуги перед Отечеством» и медали ордена «За заслуги перед Отечеством» изображён двуглавый орёл с опущенными крыльями, схожий с орлом на российских монетах выпуска 1992 года, а в описании он назван просто: «двуглавый орёл». На ордене Мужества орёл назван «Государственный герб Российской Федерации», на ордене «За военные заслуги» — двуглавый орёл с поднятыми крыльями, а на ордене Почёта — снова просто «двуглавый орел».

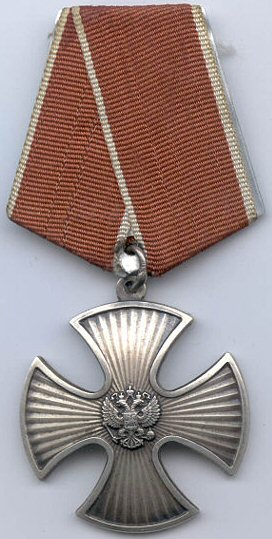
Орден Мужества

К середине 1995 года завершилась работа над новой редакцией Положения о государственных наградах. Вновь основным материалом для изготовления орденов и медалей стало серебро, в предыдущей редакции Положения — посеребрённый медно-никелевый сплав. Отменялось запрещение на повторное присуждение одноимённой награды в случаях награждения за мужество, смелость и отвагу. Было разрешено не снимать ордена и медали «За заслуги перед Отечеством» с мечами при получении более высокой степени этого отличия. Учреждённые ещё в 1994 году орден Жукова и медаль Жукова были включены в наградную систему. Также было прописано, что орден «За заслуги перед Отечеством» первой степени с орденской цепью является символом президентской власти.
В новой редакции Положения дополнительно было подчёркнуто, что в числе государственных наград сохраняются орден Святого Георгия и знак отличия — Георгиевский крест, ордена Суворова, Ушакова, Кутузова, Александра Невского, Нахимова, награждение которыми производится за подвиги и отличия в боях при нападении на Российскую Федерацию внешнего противника.
Впоследствии были приняты указы, развившие наградную систему России:
- Указ президента РФ от 1 июля 1998 года № 757 «О восстановлении ордена Святого апостола Андрея Первозванного».
- Указ президента РФ от 8 августа 2000 года № 1463 «Об утверждении Статута ордена Святого Георгия, Положения о знаке отличия — Георгиевском Кресте и их описаний». Статут кардинально отличается от дореволюционного[9]. В 2008 году в него были внесены изменения (могут вручаться и за боевые действия «на территории других стран при поддержании или восстановлении международного мира и безопасности») и произведены первые награждения участников российско-грузинского военного конфликта.
- Указ президента РФ от 27 февраля 2002 года № 245 «Об учреждении ордена „За морские заслуги“».
- Указ президента РФ от 13 мая 2008 года № 775 «Об учреждении ордена „Родительская слава“».
- Указ президента РФ от 7 сентября 2010 года № 1099 «О мерах по совершенствованию государственной наградной системы Российской Федерации».
- Указ президента РФ от 3 мая 2012 года № 573 «Об учреждении ордена Святой великомученицы Екатерины и знака отличия За благодеяние»[8].
- Указ президента РФ от 29 марта 2013 года № 294 «Об установлении звания Героя Труда Российской Федерации».

### Негосударственные награды Российской Федерации
Негосударственные награды Российской Федерации включают в себя правительственные, ведомственные и региональные.
Правительственные награды утверждает Правительство Российской Федерации, региональные — в Субъектах Федерации, ведомственные утверждает федеральная исполнительная власть. Правительственные награды следует отличать от государственных, каждый Субъект Федерации, каждое ведомство имеет свои награды (свои ордена, медали и т. д.). Есть награды МЧС России, МО, МВД и др. Все эти награды используются от имени своих ведомств в соответствии с актами и указами по ведомству.

## Надбавки и льготы за награды

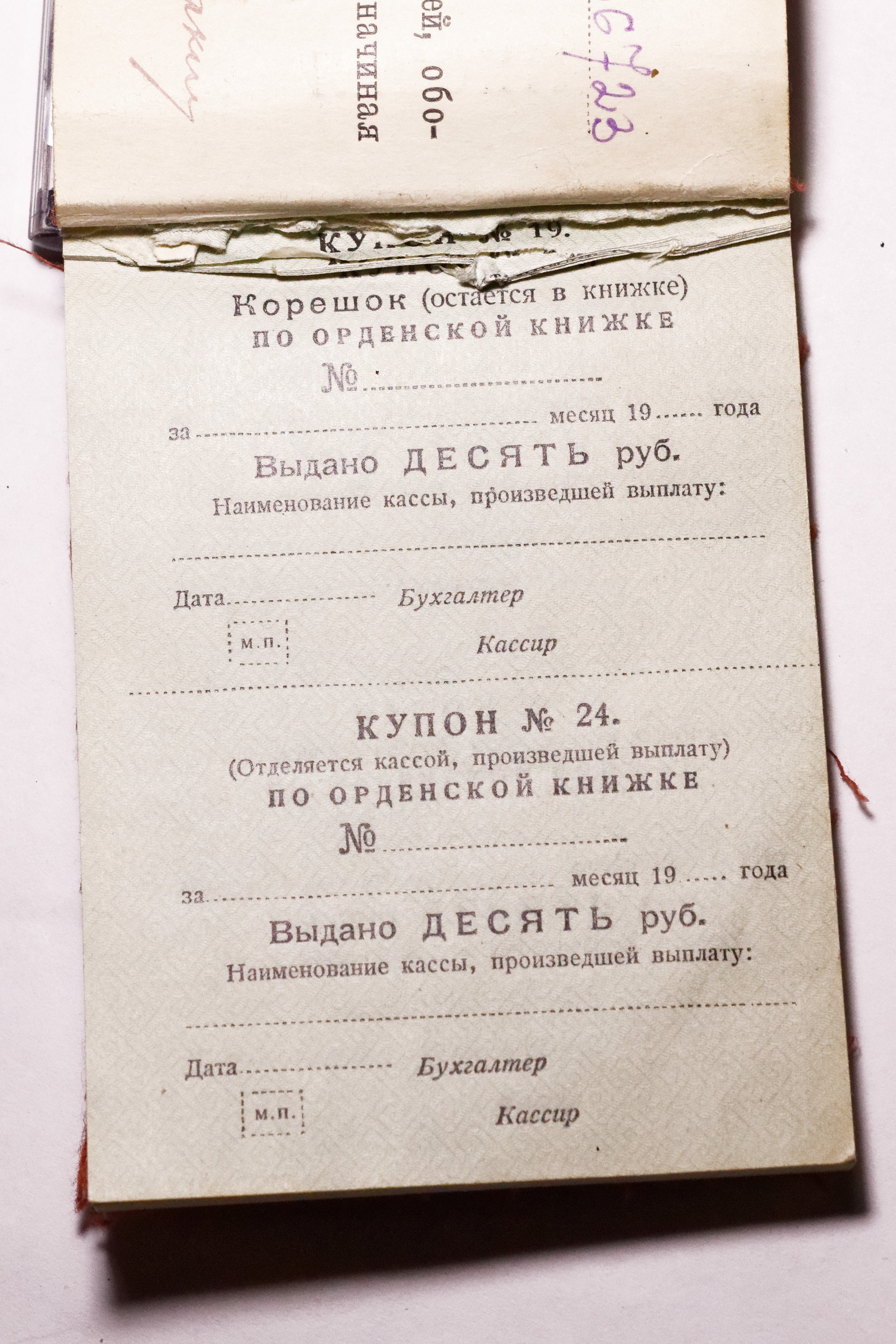
Купонная книжка к ордену «Знак Почёта» (1944) для получения орденских доплат

Одним из привилегий кавалеров государственных наград в Российской империи, затем СССР и Российской Федерации и некоторых постсоветских странах являются ежемесячные надбавки и льготы, предоставляемые получившим ту или иную государственную награду. Основным отличием медалей от орденов ещё с царского времени является то, что за медали, в отличие от ордена или звания Героя, выплаты не положены, — эта ситуация, в частности, отражена в советском народном фольклоре, — поэтому такие прибавки к зарплатам и пенсиям называются «орденской доплатой» или «орденской надбавкой». Доплаты к пенсии за орден могут составлять от 25 % до 50 % от основного размера выплат. Льготы могут распространяться на сферу обслуживания, медицину, транспорт и т. п.